# Jiří Ovčáček
Jiří Ovčáček (* 13. ledna 1979 Praha) je český novinář a publicista, dříve též stranický a vládní mediální odborník ČSSD, televizní moderátor, od prosince 2013 tiskový mluvčí prezidenta Miloše Zemana a od května 2014 do března 2023 také ředitel Tiskového odboru Kanceláře prezidenta republiky. Jeho působení ve funkci mluvčího prezidenta bylo dlouhodobě kritizováno.

## Život
Studoval Arcibiskupské gymnázium v Praze, následně přešel na soukromé Ekologické gymnázium, kde odmaturoval. Nedokončil studia andragogiky na Filozofické fakultě Univerzity Karlovy v Praze a začal se věnovat žurnalistice. Byl redaktorem a parlamentním zpravodajem Haló novin, později redaktorem Blesku. Autor vystupující pod pseudonymem GhostBuster v únoru 2015 na serveru Echo24 uvedl, že Ovčáček za dobu působení v komunistických Haló novinách napsal za dva roky (2002–2004) 443 článků, které dle autora svědčí o Ovčáčkově fascinaci komunismem. V dubnu 2023 začal pracovat jako redaktor a komentátor pro společenský web Život v Česku.

### Vládní a stranické PR
Za éry sociálně demokratických vlád se přesunul na tiskový odbor Úřadu vlády. V letech 2005 až 2006, kdy byl premiérem Jiří Paroubek, byl Ovčáček zástupcem ředitelky tohoto útvaru. Později, v letech 2006 až 2007, působil jako vedoucí oddělení PR a marketingu ČSSD, byl zjednodušeně uváděn i jako tiskový mluvčí tehdejšího předsedy ČSSD Jiřího Paroubka. Paroubek ho ale z postu v administrativě ČSSD v roce 2007 odvolal za rozporných okolností, podle svých slov kvůli ztrátě důvěry.

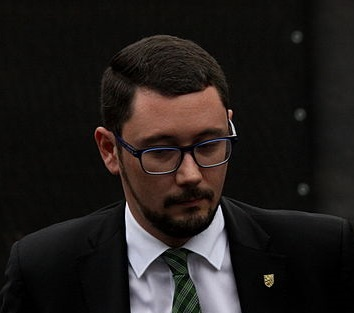
Jiří Ovčáček při 25. výročí sametové revoluce na Albertově (2014)

Následně se stal reportérem deníku Právo, kde se věnoval politickému zpravodajství se zaměřením na sociální demokracii, a po zvolení Miloše Zemana prezidentem byl hradním zpravodajem.
Ve své knize Plnou parou v politice Paroubek Ovčáčka obvinil, že na něj donášel do bulvárních médií. V té době vyšel na světlo Paroubkův vztah s budoucí manželkou Petrou Kováčovou a politik se rozvedl s první manželkou Zuzanou. Ovčáček Paroubka žaloval a požadoval po něm za tato „nactiutrhačská“ vyjádření omluvu. Komentátoři na druhou stranu poukazovali na problematickou Ovčáčkovu novinářskou nestrannost či přímo jeho údajnou zaujatost přesahující až k projevům osobní msty. Patrik Eichler z Deníku Referendum mu v době prezidentské volby vytýkal i neobjektivitu v neprospěch Jiřího Dienstbiera ml. jako kandidáta ČSSD a ve prospěch SPOZ.

### Mluvčí prezidenta
Na začátku prosince 2013 byl Ovčáček jmenován tiskovým mluvčím prezidenta Miloše Zemana. Na tomto postu nahradil Hanu Burianovou, která zprvu zůstala v pozici ředitelky tiskového odboru prezidentské kanceláře. V květnu 2014 ji Ovčáček nahradil i v této funkci.
V roce 2015 se stal jednou z ústředních postav kauzy „Hitler je gentleman“. Jeho cílem v ní bylo po boku prezidenta Miloše Zemana dokázat morální pochybení a zároveň zpochybnit vážnost jednoho z předních československých novinářů Ferdinanda Peroutky. V rozhovoru s Martinem Veselovským 2. listopadu 2016 uvedl, že článek Ferdinanda Peroutky ve volných chvílích stále hledá.
S nástupem nového prezidenta Petra Pavla do funkce oznámil svoji rezignaci na funkci mluvčího prezidenta k březnu 2023. Jeho nástupkyní se stala Markéta Řeháková.

### Osobní život
V roce 2018 Ovčáček přestoupil z Církve československé husitské do církve římskokatolické. V neděli 2. září 2018 přijal svátost biřmování v kostele svatého Jakuba v Hostivici. Obřad vedl Milan Badal, administrátor tamní farnosti a osobní tajemník arcibiskupa Dominika Duky. V listopadu 2022 se oženil se svou ukrajinskou partnerkou Annou Ivanovnou. Seznámili se na jaře, když ji u sebe ubytoval jako uprchlici před válkou na Ukrajině.

### Kontroverze
Jiří Ovčáček byl dlouhodobě předmětem kritiky za způsob výkonu své práce. V souvislosti s neinformováním Kanceláře prezidenta republiky o zdravotním stavu prezidenta v září 2021 a zároveň s publikováním bizarních vzkazů mluvčího uvedl Patrik Schober, předseda výkonné rady Asociace Public Relations (APRA), že za jeho práci by byl adekvátní vyhazov. Dle jeho slov odpovídá Ovčáčkův průměrný plat 106 tisíc korun hrubého měsíčně (za rok 2020) pozici zkušeného ředitele komunikace v komerční sféře. Podle odborníků na PR ale Ovčáček „lže, rozděluje společnost a záměrně nálepkuje.“
Ve čtvrtek 16. prosince 2021 byl Ovčáček odvezen na záchytnou stanici poté, co se nechal odvézt taxíkem, odmítl zaplatit a opilý usnul. Po probuzení a následném agresivním chování vůči přivolaným policistům a záchranářům byl odvezen na Protialkoholní záchytnou stanici. Podle tvrzení taxikáře Ovčáčkovi nabídl odvoz poté, co jej viděl ležet na zemi. Odvoz v ceně 350 Kč do Dělnické ulice v Holešovicích mu po odvozu nezaplatil. Ovčáček se následně za své chování omluvil a jako důvod uvedl "různé dramatické okolnosti kolem sestavení vlády". Den po incidentu prezident Zeman jmenoval vládu Petra Fialy, k jejímž členům vyjadřoval výhrady a hrozil jejím nejmenováním v rozporu s Ústavou.

## Aktivita na sociálních sítích
Jiří Ovčáček byl velmi aktivní na sociálních sítích, účinně využíval svůj twitterový účet a přímé přenosy z vystoupení prezidenta Zemana vysílal na svém  facebookovém kanále OVTV, pojmenovaném podle vzoru DVTV.
Jiří Ovčáček využíval Twitter kromě sporadického informování o činnosti prezidenta k častým útokům na odpůrce Miloše Zemana. Politické protivníky a kritiky přirovnával například k fašistům, útočil na tehdejšího premiéra Bohuslava Sobotku nebo na ministry jeho vlády. Podle experta na mediální scénu Ondřeje Kubala neodpovídalo chování Jiřího Ovčáčka funkci mluvčího prezidenta, tedy nižšího státního úředníka, naopak bylo vedeno snahou vyvolávat konflikty a urážet lidi a instituce.
Kritizován byl také za účelovou práci s fakty a obtížnou rozlišitelnost vlastních a prezidentových postojů.
Ovčáčkův Twitter k prosinci 2019 uváděl 52 000 sledujících (followerů). Dle analýzy serveru Forum24 nicméně tvořily 70 % z toho čísla „falešné účty“, tedy ty které „nejsou dostupné, slouží ke spamu, propagandě, nejsou nadále aktivní nebo se jedná o boty“. V porovnání s ostatními se jednalo o nadprůměr.
Kancléř Mynář ani prezident Zeman proti Ovčáčkovu vyjadřování nic nenamítali. Podle Jiřího Ovčáčka byl jeho projev na sociálních sítích ohraničen pouze názorovou shodou s prezidentem Zemanem.
Podle předsedy Ústavního soudu Pavla Rychetského je nepřijatelné, aby státní úředník na soukromém twitterovém účtu hodnotil ústavní činitele.
Redaktorka Gabriela Jezberová z Investigace.cz zjistila, že Jiří Ovčáček byl správcem dvou dezinformačních skupin na Facebooku. Ovčáček na dotaz sdělil, že o tom nevěděl. To však není možné, protože na správcovství skupiny je správce upozorněn e-mailem a Facebookem.

### Lifestylový blog Jiřího Ovčáčka
Na konci června 2019 vybídl twitterový influencer vystupující pod přezdívkou Jie k přeměně twitterového účtu Jiřího Ovčáčka v lifestylový blog. Pod záminkou, že se s Jiřím Ovčáčkem na twitteru nedá diskutovat, ale jeho účet může být užitečný díky vysokému počtu odběratelů, reagovali uživatelé twitteru na jeho příspěvky nesouvisejícími komentáři obsahujícími například recepty, úryvky encyklopedických článků, aktuálně nabyté zkušenosti, nebo nabídky k seznámení. Do komentářů přispěly různé instituce i osobnosti, např. bývalý premiér Mirek Topolánek. Stejný fenomén se objevil i pod příspěvky Jiřího Ovčáčka na sociální síti facebook, ten akci označil za aktivitu spolku Milion chvilek pro demokracii a současně i komentoval, že na jeho účtu, od chvíle kdy se stal i lifestylovým blogem, dochází k nárůstu počtu odběratelů. Před tím, že aktivita pod příspěvky Jiřího Ovčáčka na sociálních sítích má především vliv na posílení pozice účtu v rámci algoritmu sociální sítě varoval v komentáři internetový publicista Daniel Dočekal. Podle něj tak uživatelé sociálních sítí pomohli Jiřímu Ovčáčkovi k větší viditelnosti v rámci Twitteru (např. protože ho Twitter více doporučuje novým uživatelům) a tím i ke zviditelnění odkazů na články z údajně dezinformačních webů jako např. Sputnik, které Ovčáček na svých profilech občas sdílí.

### Analýza tweetů
Analýza tweetů (příspěvků) publikovaných na Ovčáčkově účtu, kterou si nechal pracovat server Lidovky.cz, ukázala, že z celkem 2 606 tweetů, které se na účtu objevily do 31. října 2016, bylo 473 „kontroverzních“, tj. „útočný nebo urážlivý“ byl každý pátý příspěvek. Tyto příspěvky byly zaměřeny především vůči opozici prezidenta Zemana (pro kterou používá termín „pražská kavárna“), vůči ČSSD a na tehdejšího ministra kultury Daniela Hermana, který vedl s prezidentem Zemanem spor o vyznamenání Jiřího Bradyho. Týkaly se celkem 172 lidí, institucí nebo skupin, přičemž počet kontroverzních příspěvků se postupně zvedal. V říjnu 2016 během kauzy Brady publikoval Jiří Ovčáček 139 útočných nebo urážlivých příspěvků, což bylo více než za celý rok 2015.

## Zobrazení v kultuře
Jako reakce na kauzu Brady vznikl v roce 2016 ve zlínském divadle satirický politický kabaret Ovčáček čtveráček, který reagoval na některé kontroverzní události spojené s prezidentstvím Miloše Zemana. Hlavní roli Jiřího Ovčáčka ztvárnil Marek Příkazký. O rok později totéž divadlo premiérovalo pokračování pod názvem Ovčáček miláček.
Jiří Ovčáček se stal v červnu 2015 také námětem epizody Viróza Ovčáček internetového seriálu Kancelář Blaník.
Relativně často figuruje Jiří Ovčáček v kreslených vtipech reagujících na aktuální události.
V roce 2017 vyšla karetní desková hra Čtveráček, volně inspirovaná chováním dua Zeman–Ovčáček. Dle popisu hry je Čtveráček satirická improvizační karetní párty hra, ve které si hráči hrají na prezidenty, tiskové mluvčí a novináře.
Jiří Ovčáček moderoval na TV Barrandov svůj vlastní pořad Talk show Jiřího Ovčáčka, a to od konce srpna 2019 do prosince 2019, kdy TV Barrandov, „i s ohledem na výsledky sledovanosti“, pozastavila vysílání. Počet dílů pořadu se zastavil na 14.